# Paul Gauguin (film, 1950)
Pour les articles homonymes, voir Gauguin (homonymie).
Pour plus de détails, voir Fiche technique et Distribution.
Paul Gauguin est un court métrage documentaire français réalisé par Alain Resnais, sorti en 1950.
Ce court métrage est une œuvre de commande, en collaboration avec Gaston Diehl, illustrée avec des peintures de Paul Gauguin.

## Fiche technique
- Réalisation : Alain Resnais
- Scénario : Gaston Diehl
- Commentaires dit par Jean Servais
- Musique de Darius Milhaud
- Durée : 12 minutes